# Аксункарулы, Серик
Серик Аксункарулы (каз. Серік Ақсұңқарұлы; 29 марта 1950, Актогайский район, Джезказганская область, КазССР, СССР) — казахский поэт, заслуженный деятель Казахстана. Лауреат Государственной премии Республики Казахстан в области литературы и искусства имени Абая (2020).

## Биография
Родился 29 марта 1950 года в селе Кызыларай Кызыларайского сельского округа Актогайского района бывшей Жезказганской области. Происходит из подрода кыргыз рода каракесек племени аргын.
С 1980 года — Член Союза писателей Казахстана.
С 2015 года — Член Международного ПЕН-клуба.
Трудовую деятельность начал в 1967 году пастухом села.
С 1974 по 1981 год — корреспондент газет Актогайского и Талдинского районов.
С 1989 по 1990 год — заведующий отделом газеты Каркаралинского района «Коммунизм таны».
С 1990 года — ответственный секретарь Карагандинского межобластного отделения Союза писателей Казахстана, советник главного редактора газеты «Орталық Қазақстан» по литературе.
Автор 15 книг и 1 сборника избранных произведений из двух томов. Его стихи переведены на русский, украинский, турецкий, и кыргызский языки.
Переводил с русского языка на казахский язык произведения знаменитых авторов, таких как, Евгений Евтушенко, Андрей Вознесенский, Анна Ахматова, Марина Цветаева, Роберт Рождественский, Назым Хикмет, и др.

## Произведения и сборники
- «Дыхание весны», каз. «Көктем тынысы» (1976)
- «Наводнение», каз. «Жез тасқын» (1980)
- «Ласточка», каз. «Қарлығаш» (1981)
- «Двадцать событий XX века», каз. «Жиырмасыншы ғасырдың жиырма сәті» (1984)
- «Закат», каз. «Қызыларай» (1990)
- «Кардиограмма века», каз. «Ғасыр кардиограммасы» (1991)
- «Адам — Ева», каз. «Адам-Ата — Хауа Ана» (2000)
- «Алмазы в небе», каз. «Төбемнен жаухар жауып тур» (2005)
- «Жизнь вокруг солнца», каз. «Өмір деген - күнді айналу» (2005)
- «Кипчакская поэма», каз. «Қыпшақ қиссасы» (2008)
- «Черный лес», каз. «Қара орман» (2012)
- «Узан», каз. «Ұзан» (2014)
- «Моцарт и Сальери», каз. «Моцарт пен Сальери» (2015)
- «Размышления о Культегине», каз. «Көкейімде Күлтегіннің жазуы» (2015) и др.

## Награды и звания
- почётное звание «Қазақстанның еңбек сіңірген қайраткері» (Заслуженный деятель Казахстана)
- Международная литературная премия «Алаш» (Союза писателей Казахстана)
- звания «Почётный гражданин» Актогайского и Каркаралинского районов Карагандинской области.
- 2015 (30 октября) — Президентская стипендия Республики Казахстан в области литературы и искусства.[1]
- 2020 (28 августа) — звание «Почётный гражданин города Караганды»[2]
- 2020 (8 сентября) — Специальная премия акима Карагандинской области «Тіл жанашыры» за вклад в развитие государственного языка[3]
- 2020 (8 декабря) — Государственная премия Республики Казахстан в области литературы и искусства имени Абая за сборник стихов «Көкейімде Күлтегіннің жазуы»[4]